# Prefettura di Kyoto
Kyoto è una prefettura giapponese di 2 579 921 abitanti (2020), con capoluogo a l'omonima città. Si trova nella regione di Kinki, sull'isola di Honshū.

## Geografia fisica

### Città
Nella prefettura di Kyoto si trovano 15 città:
Ayabe, Fukuchiyama, Jōyō, Kameoka, Kizugawa, Kyōtanabe, Kyōtango, Kyoto (capoluogo), Maizuru, Miyazu, Mukō, Nagaokakyō, Nantan, Uji e Yawata.

## Economia
La città di Kyoto dipende in larga misura dal turismo. A nord, nella penisola di Tango, hanno una buona importanza la pesca e il trasporto marittimo, mentre nella parte centrale della prefettura prevalgono l'agricoltura e la selvicoltura. La Nintendo Company Ltd ha la sua sede principale nella città di Kyoto.

## Cultura
- Matcha

### Biblioteche
A Kyoto sorge la seconda sede principale, accanto a quella di Tokyo, della Biblioteca della Dieta nazionale del Giappone, la biblioteca nazionale giapponese.